# Monotes caloneurus
Monotes caloneurus är en tvåhjärtbladig växtart som beskrevs av Ernest Friedrich Gilg. Monotes caloneurus ingår i släktet Monotes och familjen Dipterocarpaceae. Inga underarter finns listade i Catalogue of Life.